# François Gerbaud
Pour les articles homonymes, voir Gerbaud.
François Gerbaud, né le 10 avril 1927 à Châteauroux (Indre) et mort le 13 janvier 2010 dans la même ville, est un homme politique français.

## Biographie
Journaliste de profession (à Europe no 1 puis présentateur du journal télévisé à l'ORTF), député gaulliste de 1967 à 1973, il est élu sénateur de l'Indre le 24 septembre 1989, puis réélu le 27 septembre 1998 sous l'étiquette du RPR. Artisan de la loi Pasqua de 1995 sur l'aménagement du territoire, il est élevé à la dignité de sénateur honoraire en 2008. Il est le père de Frédérique Gerbaud, devenue sénatrice de l'Indre en 2016.
Sa tombe se trouve au cimetière Saint-Denis de Châteauroux.

## Synthèse des mandats
- 1967 - 1973 : député de l'Indre (battu)
- Conseiller général ; vice-président du conseil général de l'Indre
- 1983 - 2010 : maire de Bouges-le-Château
- Conseiller régional ; vice-président du conseil régional du Centre
- Jusqu'en 2001 : secrétaire du Sénat